# Hitachi 6309

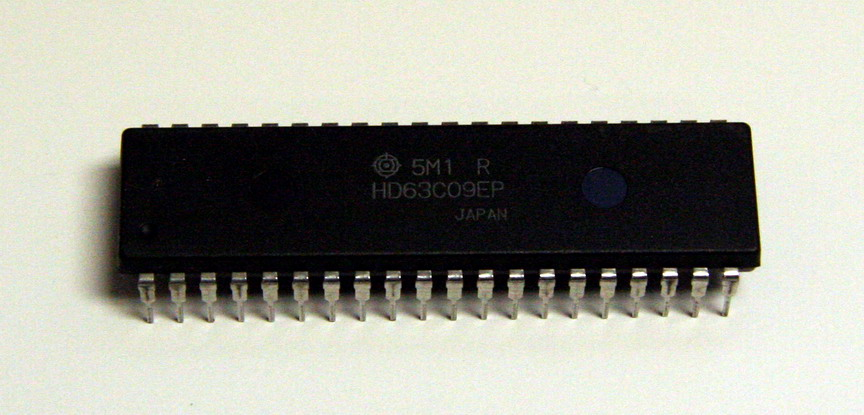
Procesor Hitachi 6309E

Hitachi 6309 – nieco zmodyfikowana wersja mikroprocesora Motorola 6809 produkowana przez firmę Hitachi.
6309 był kompatybilny z 6809, główna różnica polegała na tym, że dodano w nim dwa 8-bitowe rejestry, które mogły być użyte jako jeden 16-bitowy rejestr, a dwa dodatkowe i dwa standardowe 8-bitowe rejestry mogły być połączone w jeden 32-bitowy rejestr.  Chip Hitachi mógł także przeprowadzać 32-bitowe działania arytmetyczne, a w trybie macierzystym był o 30% szybszy niż 6809.  Dane te nigdy nie były oficjalnie opublikowane przez Hitachi.